# شیپ باتم، نیوجرسی
شیپ باتم (به انگلیسی: Ship Bottom) شهری در ایالت نیوجرسی کشور ایالات متحده آمریکا است که جمعیت آن در سرشماری سال ۲۰۱۰ میلادی، ۱٬۱۵۶ نفر بوده‌است.